# مايك براتز
مايك براتز (بالإنجليزية: Mike Bratz)‏ مواليد 17 أكتوبر 1955 في لومبوك، هو لاعب كرة سلة أمريكي سابق. بدأ مسيرته الاحترافية في سنة 1977. تم اختياره من قبل فريق فينيكس صنز خلال الدرافت. يبلغ طوله 6 قدم 2 بوصة (1.9 م). اعتزل اللعب في 1986.

## المسيرة الاحترافية
لعب مع فينيكس صنز من سنة 1977 إلى 1980، ثم لعب مع كليفلاند كافالييرز في موسم 1980–1981، ثم لعب مع سان أنطونيو سبرز في موسم 1981–1982، ثم لعب مع ميلووكي باكز في سنة 1983، ثم لعب مع غولدن ستايت ووريورز من سنة 1983 إلى 1985، ثم لعب مع سكرامنتو كينغز في سنة 1986.

## روابط خارجية
- مايك براتز على موقع إن بي أي (الإنجليزية)
- مايك براتز على موقع سبورتس رفرنس (الإنجليزية)
- مايك براتز على موقع كلية كرة السلة في سبورتس رفرنس.كوم (الإنجليزية)
- مايك براتز على موقع ريلجم (الإنجليزية)
- مايك براتز على موقع بروبوليرز (الإنجليزية)
- مايك براتز على موقع سبورتس رفرنس (الإنجليزية)